# Liste des joueurs les plus assidus en NBA par saison
Cette page présente la liste des joueurs les plus assidus par saison en termes de minutes jouées en moyenne par match.

## Classement
|            |            | Joueur encore en activité en NBA                      |                                                       |                                                       |                                                       |                                                       |
|            |            | Joueur intronisé au Basketball Hall of Fame           |                                                       |                                                       |                                                       |                                                       |
| Joueur (X) | Joueur (X) | Le nombre entre parenthèses indique le total de titre | Le nombre entre parenthèses indique le total de titre | Le nombre entre parenthèses indique le total de titre | Le nombre entre parenthèses indique le total de titre | Le nombre entre parenthèses indique le total de titre |

| Saison    | Joueur               | Équipe                                   | Matchs joués | Total Minutes | Minutes par match |
| --------- | -------------------- | ---------------------------------------- | ------------ | ------------- | ----------------- |
| 1951-1952 | Paul Arizin          | Warriors de Philadelphie                 | 66           | 2 939         | 44,53             |
| 1952-1953 | Neil Johnston        | Warriors de Philadelphie                 | 70           | 3 166         | 45,23             |
| 1953-1954 | Neil Johnston (2)    | Warriors de Philadelphie                 | 72           | 3 296         | 45,78             |
| 1954-1955 | Paul Arizin (2)      | Warriors de Philadelphie                 | 72           | 2 953         | 41,01             |
| 1955-1956 | Jack George          | Warriors de Philadelphie                 | 72           | 2 840         | 39,44             |
| 1956-1957 | Dolph Schayes        | Nationals de Syracuse                    | 72           | 2 851         | 39,60             |
| 1957-1958 | Dolph Schayes (2)    | Nationals de Syracuse                    | 72           | 2 918         | 40,53             |
| 1958-1959 | Bill Russell         | Celtics de Boston                        | 70           | 2 979         | 42,56             |
| 1959-1960 | Wilt Chamberlain     | Warriors de Philadelphie                 | 72           | 3 338         | 46,36             |
| 1960-1961 | Wilt Chamberlain (2) | Warriors de Philadelphie                 | 79           | 3 773         | 47,76             |
| 1961-1962 | Wilt Chamberlain (3) | Warriors de Philadelphie                 | 80           | 3 882         | 48,52             |
| 1962-1963 | Wilt Chamberlain (4) | Warriors de San Francisco                | 80           | 3 806         | 47,58             |
| 1963-1964 | Wilt Chamberlain (5) | Warriors de San Francisco                | 80           | 3 689         | 46,11             |
| 1964-1965 | Oscar Robertson      | Royals de Cincinnati                     | 75           | 3 421         | 45,61             |
| 1965-1966 | Wilt Chamberlain (6) | Sixers de Philadelphie                   | 79           | 3 737         | 47,30             |
| 1966-1967 | Wilt Chamberlain (7) | Sixers de Philadelphie                   | 81           | 3 682         | 45,46             |
| 1967-1968 | Wilt Chamberlain (8) | Sixers de Philadelphie                   | 82           | 3 836         | 46,78             |
| 1968-1969 | Wilt Chamberlain (9) | Lakers de Los Angeles                    | 81           | 3 669         | 45,30             |
| 1969-1970 | Elvin Hayes          | Rockets de San Diego                     | 82           | 3 665         | 44,70             |
| 1970-1971 | John Havlicek        | Celtics de Boston                        | 81           | 3 678         | 45,41             |
| 1971-1972 | John Havlicek (2)    | Celtics de Boston                        | 82           | 3 698         | 45,10             |
| 1972-1973 | Nate Archibald       | Kings de Kansas City-Omaha               | 80           | 3 681         | 46,01             |
| 1973-1974 | Elvin Hayes(2)       | Bullets de Capital                       | 81           | 3 602         | 44,47             |
| 1974-1975 | Bob McAdoo           | Braves de Buffalo                        | 82           | 3 539         | 43,16             |
| 1975-1976 | Bob McAdoo (2)       | Braves de Buffalo                        | 78           | 3 328         | 42,67             |
| 1976-1977 | Pete Maravich        | Jazz de La Nouvelle-Orléans              | 73           | 3 041         | 41,66             |
| 1977-1978 | Leonard Robinson     | Jazz de La Nouvelle-Orléans              | 82           | 3 638         | 44,37             |
| 1978-1979 | Moses Malone         | Rockets de Houston                       | 82           | 3 390         | 41,34             |
| 1979-1980 | Norm Nixon           | Lakers de Los Angeles                    | 82           | 3 226         | 39,34             |
| 1980-1981 | Adrian Dantley       | Jazz de l'Utah                           | 80           | 3 417         | 42,71             |
| 1981-1982 | Moses Malone (2)     | Rockets de Houston                       | 81           | 3 398         | 41,95             |
| 1982-1983 | Kelly Tripucka       | Pistons de Détroit                       | 58           | 2 252         | 38,83             |
| 1983-1984 | Jeff Ruland          | Bullets de Washington                    | 75           | 3 082         | 41,09             |
| 1984-1985 | Larry Bird           | Celtics de Boston                        | 80           | 3 161         | 39,51             |
| 1985-1986 | Maurice Cheeks       | Sixers de Philadelphie                   | 82           | 3 270         | 39,88             |
| 1986-1987 | Larry Bird (2)       | Celtics de Boston                        | 74           | 3 005         | 40,61             |
| 1987-1988 | Michael Jordan       | Bulls de Chicago                         | 82           | 3 311         | 40,38             |
| 1988-1989 | Michael Jordan (2)   | Bulls de Chicago                         | 81           | 3 255         | 40,19             |
| 1989-1990 | Rodney McCray        | Kings de Sacramento                      | 82           | 3 238         | 39,49             |
| 1990-1991 | Chris Mullin         | Warriors de Golden State                 | 82           | 3 315         | 40,43             |
| 1991-1992 | Chris Mullin (2)     | Warriors de Golden State                 | 81           | 3 346         | 41,31             |
| 1992-1993 | Larry Johnson        | Hornets de Charlotte                     | 82           | 3 323         | 40,52             |
| 1993-1994 | Latrell Sprewell     | Warriors de Golden State                 | 82           | 3 533         | 43,09             |
| 1994-1995 | Vin Baker            | Bucks de Milwaukee                       | 82           | 3 361         | 40,99             |
| 1995-1996 | Anthony Mason        | Knicks de New York                       | 82           | 3 457         | 42,16             |
| 1996-1997 | Anthony Mason (2)    | Hornets de Charlotte                     | 73           | 3 143         | 43,05             |
| 1997-1998 | Michael Finley       | Mavericks de Dallas                      | 82           | 3 394         | 41,39             |
| 1998-1999 | Allen Iverson        | Sixers de Philadelphie                   | 48           | 1 990         | 41,46             |
| 1999-2000 | Michael Finley (2)   | Mavericks de Dallas                      | 82           | 3 464         | 42,24             |
| 2000-2001 | Michael Finley (3)   | Mavericks de Dallas                      | 82           | 3 443         | 41,99             |
| 2001-2002 | Allen Iverson (2)    | Sixers de Philadelphie                   | 60           | 2 622         | 43,70             |
| 2002-2003 | Allen Iverson (3)    | Sixers de Philadelphie                   | 82           | 3 485         | 42,50             |
| 2003-2004 | Allen Iverson (4)    | Sixers de Philadelphie                   | 48           | 2 040         | 42,50             |
| 2004-2005 | LeBron James         | Cavaliers de Cleveland                   | 80           | 3 388         | 42,35             |
| 2005-2006 | Allen Iverson (5)    | Sixers de Philadelphie                   | 72           | 3 103         | 43,10             |
| 2006-2007 | Allen Iverson (6)    | Sixers de Philadelphie Nuggets de Denver | 65           | 2 761         | 42,48             |
| 2007-2008 | Allen Iverson (7)    | Sixers de Philadelphie                   | 82           | 3 424         | 41,76             |
| 2008-2009 | Andre Iguodala       | Sixers de Philadelphie                   | 82           | 3 269         | 39,87             |
| 2009-2010 | Monta Ellis          | Warriors de Golden State                 | 64           | 2 647         | 41,36             |
| 2010-2011 | Monta Ellis (2)      | Warriors de Golden State                 | 80           | 3 227         | 40,34             |
| 2011-2012 | Luol Deng            | Bulls de Chicago                         | 54           | 2 129         | 39,43             |
| 2012-2013 | Luol Deng (2)        | Bulls de Chicago                         | 75           | 2 903         | 38,71             |
| 2013-2014 | Carmelo Anthony      | Knicks de New York                       | 77           | 2 982         | 38,73             |
| 2014-2015 | Jimmy Butler         | Bulls de Chicago                         | 65           | 2 513         | 38,66             |
| 2015-2016 | James Harden         | Rockets de Houston                       | 82           | 3 125         | 38,11             |
| 2016-2017 | LeBron James (2)     | Cavaliers de Cleveland                   | 74           | 2 794         | 37,76             |
| 2017-2018 | LeBron James (3)     | Cavaliers de Cleveland                   | 82           | 3 026         | 36,90             |
| 2018-2019 | Bradley Beal         | Wizards de Washington                    | 82           | 3 028         | 36,93             |
| 2019-2020 | C.J. McCollum        | Trail Blazers de Portland                | 70           | 2 556         | 36,51             |
| 2020-2021 | Julius Randle        | Knicks de New York                       | 71           | 2 667         | 37,56             |
| 2021-2022 | Pascal Siakam        | Raptors de Toronto                       | 68           | 2 578         | 37,91             |
| 2022-2023 | Pascal Siakam (2)    | Raptors de Toronto                       | 71           | 2 652         | 37,40             |
| 2023-2024 | DeMar DeRozan        | Bulls de Chicago                         | 79           | 2 989         | 37,83             |
| 2024-2025 | Josh Hart            | Knicks de New York                       | 77           | 2 897         | 37,62             |